# فارار ورينهارت
فارار ورينهارت (بالإنجليزية: Farrar & Rinehart)‏ (1929-1946) كانت دار نشر في الولايات المتحدة الأمريكية وكان مقرها في نيويورك. شهدت دار فارار ورينهارت النجاح مع كل من الأعمال الأدبية وغير الأدبية، أهمها سلسلة أنهار أمريكا، وأول الكتب العشرة في سلسلة نيرو ولف من تأليف ريكس ستاوت. في عام 1943 تم تكريم الشركة بأول جائزة كاري توماس للنشر الإبداعي التي قدمها جريدة بابليشرز ويكلي.
‌